# Volby do Zastupitelstva města Karlovy Vary 2010
Volby do Zastupitelstva statutárního města Karlovy Vary se v roce 2010 konaly ve dnech 15.–16. října. V celkem 50 volebních okrscích odevzdalo své hlasy 16 602 oprávněných voličů. Volební účast ve městě dosáhla hodnoty 40,84 %. Vítězem se stala Karlovarská občanská alternativa se 17,35 % hlasů. Druhou nejvyšší podporu získala Česká strana sociálně demokratická (15,13 % hlasů). Vítěz z voleb v roce 2006 Občanská demokratická strana skončila s 14,15 % na třetím místě.

## Situace před volbami
Mezi lety 2006 a 2010 vládla městu koalice ODS a ČSSD. Vláda těchto stran v tomto období byla vnímána velmi kontroverzně. Koalice proslula především Karlovarskou losovačkou, kdy došlo k manipulacím ve výběrovém řízení na miliardovou zakázku týkající se stavby KV Areny. Mezi další kontroverzní kroky patřilo také zrušení výsledků prvního kola soutěže na prodej bytů v Lázeňské ulici, kdy následně byla upravena pravidla tak, že jeden z prodávaných domů získal předseda karlovarské ODS. Na druhou stranu se povedlo koalici realizovat velké množství investičních akcí. Kromě KV Areny byl například vybudován areál Rolava, park Meandr Ohře nebo bylo revitalizováno sídliště Stará Role.
Před samotnými volbami již zaznívala kritika i zevnitř vládnoucí ODS. Před volbami se zformovalo velké množství opozičních hnutí, které se ale nedokázaly spojit do jedné koalice. Snahu o vytvoření široké koalice měla především ALTERNATIVA, která sdružila SNKED, Nezávislé starosty, KAN, OBČANÉ.CZ, Nezávislé demokraty, občanskou iniciativu Občané proti bezpráví, ROS KV a nezávislé osobnosti. Do koalice se ALTERNATIVĚ ale nepodařilo získat zásadní Karlovarskou občanskou alternativu a Hnutí O co jim jde?! Před volbami se zdiskreditovala také v té době poměrně populární strana Věci veřejné, když těsně před volbami odstoupili z kandidátní listiny tři čelní představitelé strany poté, co údajně již před volbami domlouvali budoucí koalici i přesto, že původní domluva uvnitř strany zněla, že se žádné koalice v novém vedení neúčastní.

## Výsledky voleb
| Číslo | Volební strana                                                | Lídr/yně                   | Počet hlasů | Hlasy v % | Mandáty | Bilance |
| ----- | ------------------------------------------------------------- | -------------------------- | ----------- | --------- | ------- | ------- |
| 1     | Doktoři (za uzdravení společnosti)                            | Martina Demeterová Trapani | 16 972      | 3,00      | —       | —       |
| 2     | Komunistická strana Čech a Moravy                             | Josef Murčo                | 55 883      | 9,89      | 4       | ▼ -1    |
| 3     | Strana svobodných občanů                                      | Lukáš Bernat               | 1 000       | 0,18      | —       | —       |
| 4     | Victoria.cz                                                   | Ivan Poustka               | 13 663      | 2,42      | —       | —       |
| 5     | Občanská demokratická strana                                  | Werner Hauptmann           | 80 017      | 14,16     | 7       | ▼ -8    |
| 6     | Volte Pravý Blok www.cibulka.net                              | Jindřich Kubeš             | 487         | 0,09      | —       | —       |
| 7     | Křesťanská a demokratická unie – Československá strana lidová | Barbora Volfová            | 7 746       | 1,37      | —       | ▼ -2    |
| 8     | Česká strana sociálně demokratická                            | Tomáš Hybner               | 85 513      | 15,13     | 7       | ▼ -2    |
| 9     | Dělnická strana sociální spravedlnosti                        | Jiří Froněk                | 875         | 0,15      | —       | —       |
| 10    | TOP 09                                                        | Michal Toufar              | 50 907      | 9,36      | 4       | ▲ +4    |
| 11    | Sdružení ALTERNATIVA, NK                                      | Jiří Kotek                 | 62 069      | 10,98     | 5       | ▲ +5    |
| 12    | Suverenita – Blok Jany Bobošíkové                             | Věra Procházková           | 10 889      | 1,93      | —       | —       |
| 13    | Karlovarská občanská alternativa                              | Petr Kulhánek              | 98 024      | 17,35     | 8       | ▲ +5    |
| 14    | Nestraníci                                                    | Eva Saligerová             | 15 634      | 2,77      | —       | —       |
| 15    | Hnutí O co jim jde?!                                          | Otmar Homolka              | 41 078      | 7,27      | 3       | ▲ +3    |
| 16    | Strana zelených                                               | Štěpánka Bergerová         | 8 867       | 1,57      | —       | ▼ -2    |
| 17    | Věci veřejné                                                  | Tibor Minca                | 13 510      | 2,39      | —       | —       |

## Povolební uspořádání
Ve volbách zvítězila Karlovarská občanská alternativa. V jednáních o nové koalici byla nejprve ochotna jednat z původních stran pouze s ODS. Podmínkou ale bylo, že v koalici nebude zastoupen nikdo z původního vedení města. Kandidát na primátora Petr Kulhánek zahájil jednání nejdříve s Alternativou, TOP09 a Hnutím O co jim jde?! Tyto subjekty se shodli na tom, že do koalice nepřizvou ČSSD a KSČM. U ČSSD byla překážkou kandidátka sestavená z nedůvěryhodných osobností. Uskupení se také shodla na prosazování transparentnosti a na plánování vyrovnaných rozpočtů.

Později do jednání byly částečně ale přizváni i sociální demokraté. Budoucí primátor argumentoval tím, že chce, aby byla koalice stabilní a vydržela celé čtyři roky. Kandidát na primátora pracoval při sestavování koalice se třemi variantami. Ve dvou z nich se počítalo s velkými stranami. První z nich byla koalice KOA, Alternativy, TOP09 a Hnutím O co jim jde?! (takzvaná koalice K20 - skládala se z 20 zastupitelů). Druhá varianta zahrnovala vytvoření koalice napříč politickým spektrem bez KSČM. Třetí varianta byla shodná s první, ale s rozšířením o ODS. KOA nakonec odmítla přijmout požadavky ODS a byla prosazena koalice K20.
| Koalice (20)                                  | Koalice (20)                                                        | Koalice (20)                  | Koalice (20)                                     | Opozice (18)                                   | Opozice (18)                            | Opozice (18)              |
| KOA · KOA · KOA · KOA · KOA · KOA · KOA · KOA | ALTERNATIVA · ALTERNATIVA · ALTERNATIVA · ALTERNATIVA · ALTERNATIVA | TOP09 · TOP09 · TOP09 · TOP09 | O co jim jde?! · O co jim jde?! · O co jim jde?! | ČSSD · ČSSD · ČSSD · ČSSD · ČSSD · ČSSD · ČSSD | ODS · ODS · ODS · ODS · ODS · ODS · ODS | KSČM · KSČM · KSČM · KSČM |

### Složení Rady města
| Člen Rady        | Pozice/oblast                                | Politická strana |
| ---------------- | -------------------------------------------- | ---------------- |
| Petr Kulhánek    | primátor                                     | KOA              |
| Jiří Kotek       | 1. náměstek primátora                        | ALTERNATIVA      |
| Jiří Klsák       | náměstek primátora                           | KOA              |
| Pavel Žemlička   | kultura                                      | KOA              |
| Jaroslav Růžička | životní prostředí, územní plánování, doprava | ALTERNATIVA      |
| Michal Toufar    | transparentnost, hospodaření města           | TOP09            |
| Josef Malý       | hospodaření města                            | TOP09            |
| Otmar Homolka    | výstavba, (cyklo)doprava                     | O co jim jde?!   |
| Milan Rusev      | investice, hospodaření s majetkem, rozvoj    | O co jim jde?!   |

### Zvolení zastupitelé
| Zastupitel(ka)         | Strana         | Počet hlasů | Pořadí        | Pořadí   | Poznámka |
| Zastupitel(ka)         | Strana         | Počet hlasů | na kandidátce | výsledné | Poznámka |
| ---------------------- | -------------- | ----------- | ------------- | -------- | -------- |
| Petr Kulhánek          | KOA            | 3 655       | 1.            | 1.       |          |
| Jiří Klsák             | KOA            | 3 553       | 5.            | 2.       |          |
| Ladislav Gerendáš      | KOA            | 3 493       | 20.           | 3.       |          |
| Vlastimil Lepík        | KOA            | 27 394      | 2.            | 4.       |          |
| Stanislav Burachovič   | KOA            | 3 216       | 28.           | 5.       |          |
| Pavel Žemlička         | KOA            | 3 094       | 3.            | 6.       |          |
| Lucie Domesová Samcová | KOA            | 3 036       | 4.            | 7.       |          |
| Jan Anděl              | KOA            | 2 926       | 10.           | 8.       |          |
| Tomáš Hybner           | ČSSD           | 2 641       | 1.            | 1.       |          |
| Pavel Smutný           | ČSSD           | 2 612       | 12.           | 2.       |          |
| Edmund Janisch         | ČSSD           | 2 578       | 7.            | 3.       |          |
| Jana Petříková         | ČSSD           | 2 523       | 2.            | 4.       |          |
| Jaroslav Fiala         | ČSSD           | 2 450       | 3.            | 5.       |          |
| Markéta Wernerová      | ČSSD           | 2 319       | 4.            | 6.       |          |
| Richard Ullisch        | ČSSD           | 2 370       | 5.            | 7.       |          |
| Werner Hauptmann       | ODS            | 2 918       | 1.            | 1.       |          |
| Jiří Brdlík            | ODS            | 2 609       | 6.            | 2.       |          |
| Vladimír Hůrka         | ODS            | 2 374       | 15.           | 3.       |          |
| Petr Bursík            | ODS            | 2 372       | 12.           | 4.       |          |
| Arnošt Donth           | ODS            | 2 367       | 3.            | 5.       |          |
| Vlastimil Balcar       | ODS            | 2 339       | 8.            | 6.       |          |
| Radka Balátová         | ODS            | 2 319       | 5.            | 7.       |          |
| Jiří Kotek             | ALTERNATIVA    | 3 207       | 1.            | 1.       |          |
| Jaroslav Růžička       | ALTERNATIVA    | 2 362       | 2.            | 2.       |          |
| Lucie Gabányiová       | ALTERNATIVA    | 2 059       | 10.           | 3.       |          |
| Petr Masák             | ALTERNATIVA    | 1 957       | 5.            | 4.       |          |
| Jiří Souček            | ALTERNATIVA    | 1 841       | 18.           | 5.       |          |
| Jaroslav Borka         | KSČM           | 2 082       | 2.            | 1.       |          |
| Josef Murčo            | KSČM           | 1 898       | 1.            | 2.       |          |
| Zdeněk Musil           | KSČM           | 1 823       | 4.            | 3.       |          |
| Věra Bartůňková        | KSČM           | 1 632       | 3.            | 4.       |          |
| Jaromír Schee          | TOP09          | 1 951       | 19.           | 1.       |          |
| Michal Toufar          | TOP09          | 1 832       | 1.            | 2.       |          |
| Roman Maleček          | TOP09          | 1 789       | 6.            | 3.       |          |
| Libor Šembera          | TOP09          | 1 653       | 4.            | 4.       |          |
| Otmar Homolka          | O co jim jde?! | 2 024       | 1.            | 1.       |          |
| Jaroslav Fujdiar       | O co jim jde?! | 1 600       | 3.            | 2.       |          |
| Milan Rusev            | O co jim jde?! | 1 571       | 2.            | 3.       |          |